# Championnats d'Europe de lutte 2016
Navigation
Édition précédente Édition suivante
Les Championnats d'Europe de lutte 2016 se déroulent du 8 mars 2016 au 13 mars 2016 à Riga, en Lettonie.

## Podiums

### Hommes

#### Lutte libre
| Épreuves | Or                       | Argent             | Bronze             |
| -------- | ------------------------ | ------------------ | ------------------ |
| 57 kg    | Gadzhimurad Rashidov     | Andriy Yatsenko    | Andrei Dukov       |
| 57 kg    | Gadzhimurad Rashidov     | Andriy Yatsenko    | Georgi Vangelov    |
| 61 kg    | Vladimer Khinchegashvili | Heorhi Kaliyeu     | Ivan Guidea        |
| 61 kg    | Vladimer Khinchegashvili | Heorhi Kaliyeu     | Hacı Əliyev        |
| 65 kg    | Frank Chamizo            | Mustafa Kaya       | Israil Kasumov     |
| 65 kg    | Frank Chamizo            | Mustafa Kaya       | Semen Radulov      |
| 70 kg    | Magomiedmurad Gadżyjew   | Davit Tlashadze    | Nikolay Kurtev     |
| 70 kg    | Magomiedmurad Gadżyjew   | Davit Tlashadze    | Azamat Nurykau     |
| 74 kg    | Soner Demirtaş           | Cəbrayıl Həsənov   | Jakob Makarashvili |
| 74 kg    | Soner Demirtaş           | Cəbrayıl Həsənov   | Zaur Makiev        |
| 86 kg    | Shamil Kudiyamagomedov   | Aleksandr Qostiyev | Dato Marsagishvili |
| 86 kg    | Shamil Kudiyamagomedov   | Aleksandr Qostiyev | Ibrahim Aldatov    |
| 97 kg    | Anzor Boltukayev         | Ivan Yankouski     | Erik Thiele        |
| 97 kg    | Anzor Boltukayev         | Ivan Yankouski     | Elizbar Odikadze   |
| 125 kg   | Geno Petriashvili        | Robert Baran       | Aleksey Nikolaev   |
| 125 kg   | Geno Petriashvili        | Robert Baran       | Alen Zasyeyev      |

#### Lutte gréco-romaine
| Épreuves | Or                  | Argent                | Bronze              |
| -------- | ------------------- | --------------------- | ------------------- |
| 59 kg    | Mingiyan Semenov    | Roman Amoyan          | Donior Islamov      |
| 59 kg    | Mingiyan Semenov    | Roman Amoyan          | Dmytro Tsymbaliuk   |
| 66 kg    | Islam-Beka Albiyev  | Davor Štefanek        | Kamran Məmmədov     |
| 66 kg    | Islam-Beka Albiyev  | Davor Štefanek        | Shmagi Bolkvadze    |
| 71 kg    | Varsham Boranyan    | Aleksandar Maksimović | Hasan Aliyev        |
| 71 kg    | Varsham Boranyan    | Aleksandar Maksimović | Bálint Korpási      |
| 75 kg    | Zurabi Datunashvili | Viktor Nemeš          | László Szabó        |
| 75 kg    | Zurabi Datunashvili | Viktor Nemeš          | Karapet Chalyan     |
| 80 kg    | Pascal Eisele       | Edgar Babayan         | Aslan Atem          |
| 80 kg    | Pascal Eisele       | Edgar Babayan         | Daniel Aleksandrov  |
| 85 kg    | Zhan Beleniuk       | Roberti Kobliashvili  | Tadeusz Michalik    |
| 85 kg    | Zhan Beleniuk       | Roberti Kobliashvili  | Denis Kudla         |
| 98 kg    | Nikita Melnikov     | Artur Aleksanyan      | Cenk İldem          |
| 98 kg    | Nikita Melnikov     | Artur Aleksanyan      | Aliaksandr Hrabovik |
| 130 kg   | Rıza Kayaalp        | Oleksandr Chernetskyy | Johan Eurén         |
| 130 kg   | Rıza Kayaalp        | Oleksandr Chernetskyy | Ioseb Chugoshvili   |

### Femmes

#### Lutte libre
| Épreuves | Or                    | Argent              | Bronze                 |
| -------- | --------------------- | ------------------- | ---------------------- |
| 48 kg    | Mariya Stadnik        | Emilia Vuc          | Elitsa Yankova         |
| 48 kg    | Mariya Stadnik        | Emilia Vuc          | Maryna Markevich       |
| 53 kg    | Sofia Mattsson        | Iryna Kurachkina    | Nina Hemmer            |
| 53 kg    | Sofia Mattsson        | Iryna Kurachkina    | Yuliya Blahinya        |
| 55 kg    | Irina Ologonova       | Tetyana Kit         | Roksana Zasina         |
| 55 kg    | Irina Ologonova       | Tetyana Kit         | Ramona Galambos        |
| 58 kg    | Nataliya Sinişin      | Grace Bullen        | Hanna Vasylenko        |
| 58 kg    | Nataliya Sinişin      | Grace Bullen        | Mimi Hristova          |
| 60 kg    | Petra Olli            | Oksana Herhel       | Yuliya Prontsevitch    |
| 60 kg    | Petra Olli            | Oksana Herhel       | Yuliya Ratkeviç        |
| 63 kg    | Anastasija Grigorjeva | Yuliya Tkach        | Inna Trazhukova        |
| 63 kg    | Anastasija Grigorjeva | Yuliya Tkach        | Marianna Sastin        |
| 69 kg    | Maryia Mamashuk       | Ilana Kratysh       | Buse Tosun             |
| 69 kg    | Maryia Mamashuk       | Ilana Kratysh       | Alina Stadnyk-Makhynia |
| 75 kg    | Yasemin Adar          | Alena Storodubtseva | Vasilisa Marzaliuk     |
| 75 kg    | Yasemin Adar          | Alena Storodubtseva | Alla Cherkasova        |

## Tableau des médailles
| Rang  | Nation      | Or | Argent | Bronze | Total |
| ----- | ----------- | -- | ------ | ------ | ----- |
| 1     | Russie      | 7  | 1      | 4      | 12    |
| 2     | Géorgie     | 3  | 2      | 4      | 9     |
| 3     | Turquie     | 3  | 1      | 3      | 7     |
| 4     | Azerbaïdjan | 2  | 2      | 4      | 8     |
| 5     | Ukraine     | 1  | 5      | 8      | 14    |
| 6     | Biélorussie | 1  | 3      | 6      | 10    |
| 7     | Pologne     | 1  | 2      | 2      | 5     |
| 8     | Arménie     | 1  | 2      | 1      | 4     |
| 9     | Allemagne   | 1  | 0      | 3      | 4     |
| 10    | Suède       | 1  | 0      | 1      | 2     |
| 11    | Lettonie    | 1  | 0      | 0      | 1     |
| 11    | Finlande    | 1  | 0      | 0      | 1     |
| 11    | Italie      | 1  | 0      | 0      | 1     |
| 14    | Serbie      | 0  | 3      | 0      | 3     |
| 15    | Roumanie    | 0  | 1      | 2      | 3     |
| 16    | Norvège     | 0  | 1      | 0      | 1     |
| 16    | Israël      | 0  | 1      | 0      | 1     |
| 18    | Bulgarie    | 0  | 0      | 5      | 5     |
| 19    | Hongrie     | 0  | 0      | 4      | 4     |
| 20    | Moldavie    | 0  | 0      | 1      | 1     |
| Total | Total       | 24 | 24     | 48     | 96    |